# Disputationes de Controversiis
Disputationes de Controversiis Christianae Fidei adversus hujus temporis Haereticos (Disputas sobre as controvérsias da fé cristã contra os hereges deste tempo), geralmente referido como Disputationes, De Controversiis ou Controversiae, é uma obra sobre dogmática em três volumes de Roberto Belarmino.
As Disputationes foram descritas como "a defesa definitiva do poder papal". Após a sua publicação, as Disputationes de Belarmino foram consideradas a principal defesa da doutrina da Igreja Católica, e especialmente do poder papal.
Foi escrito enquanto Belarmino lecionava no Colégio Romano e foi publicado pela primeira vez em Ingolstadt em três volumes (1586, 1588, 1593). Esta obra foi a primeira tentativa de sistematizar as várias controvérsias da época e causou uma imensa impressão em toda a Europa; a força dos seus argumentos contra o protestantismo foi tão intensamente sentida na Alemanha e na Inglaterra que cadeiras especiais foram fundadas para fornecer respostas a ela. Thomas Hobbes, Theodore Beza, Conrad Vorstius e John Rainolds estavam entre aqueles que escreveram contra-argumentos contra a obra.
"A edição completa, revista e corrigida pelo autor, que se tornou o padrão para todas as edições posteriores, apareceu em Veneza em 1596."

## Conteúdo
A edição final de 1596 das Controversiae contém um total de 17 controvérsias: 
1. A Palavra de Deus
2. Cristo
3. O Papa
4. Concílios
5. Os Membros da Igreja
6. A Igreja Padecente
7. A Igreja Triunfante
8. Os Sacramentos em Geral
9. Batismo e Confirmação
10. O Sacramento da Eucaristia
11. Penitência
12. Extrema-unção, ordens e matrimônio
13. A Graça do Primeiro Homem
14. A Perda da Graça
15. Graça e Livre Escolha
16. Justificação
17. Boas Obras

### Conteúdo dos três volumes originais

#### Volume I
O primeiro volume trata das Sagradas Escrituras e do Papa.
A terceira seção discute o Anticristo. Belarmino apresenta na íntegra a teoria apresentada pelos Padres da Igreja, de um Anticristo pessoal que viria pouco antes do fim do mundo e seria aceito pelos judeus e entronizado no templo de Jerusalém — tentando assim descartar a exposição protestante que via no papa o Anticristo.
A parte mais importante da obra está contida nos cinco livros relativos ao papa. Nestes, após uma introdução especulativa sobre as formas de governo em geral, considerando a monarquia como sendo relativamente a melhor, Belarmino diz que um governo monárquico e o poder temporal relacionado são necessários para que a Igreja preserve a unidade e a ordem.
Tal poder, Belarmino era considerado como tendo sido estabelecido pela comissão de Cristo a São Pedro. A quarta seção apresenta o Papa como o juiz supremo em questões de fé e moral, embora faça concessões de que o Papa pode errar em questões de fato conhecidas pelo conhecimento humano comum e quando fala como um mero teólogo não oficial.

#### Volume II
O segundo volume trata da autoridade dos concílios e da Igreja, seja ela militante, expectante ou triunfante.

#### Volume III
Este volume trata dos sacramentos.

#### Volume IV
Este volume é sobre a graça divina, o livre arbítrio, a justificação e as boas obras.

## Quase noIndex
Em 1590, o Papa Sisto V, por iniciativa própria, colocou o primeiro volume em uma nova edição do Index Librorum Prohibitorum por negar que o papa tivesse autoridade temporal direta sobre o mundo inteiro. A entrada relativa a Belarmino diz: "Roberti Bellarmini Disputationes de Controversiis Christianae fidei adversus huius temporis haereticos. Nisi prius ex superioribus regulis recognitae fuerint." No entanto, Sisto V morreu antes que pudesse promulgar a bula que teria feito esta nova edição do Índice entrar em vigor. O sucessor de Sisto V, Urbano VII, pediu um exame e, depois de feito, Belarmino foi exonerado e o livro foi removido do Index. Belarmino argumentou que, embora o papa seja o vigário de Cristo, uma vez que Cristo não exerceu seu poder temporal, o papa também não pode fazê-lo.